# 不交并
在集合論，一組集合的不交并指的是一種修改過的并集運算，除了普通的并集，還標記了元素的來源。不交并還有另一個意義，指的是兩兩不交的集合的并集。

## 定义与记法
设{\displaystyle I}为一个指标集，{\displaystyle \{A_{i};\;i\in I\}}是一个集合族，则
{\displaystyle \bigcup _{i\in I}A_{i}}
是不交并当且仅当对于I中任意的两个相异指标i和j，都有
{\displaystyle A_{i}\cap A_{j}=\varnothing }:1
为了强调{\displaystyle \bigcup _{i\in I}A_{i}}，数学作品记叙时会将其中的圆底并集符号改为方底，记作：
{\displaystyle \bigsqcup _{i\in I}A_{i}}
有时可以见到如下记法
{\displaystyle \sum _{i\in I}A_{i}}
表示一个集合族的不交并，或者A + B表示两个集合的不交并。这个记法本意是暗示不交并的基数是该集合族中所有集合的基数之和。
在另一個定義下，若{Ai : i ∈ I}是一個集合族，不交并定義為
{\displaystyle \bigsqcup _{i\in I}A_{i}=\bigcup _{i\in I}\{(x,i):x\in A_{i}\}.}
不交并的元素是有序對 (x, i)。此處 i標記著 x 的來源是哪個 Ai。

## 例子
设集合{\displaystyle A_{1}=\{1,2,3\}}，{\displaystyle A_{2}=\{4,5,6\}}，{\displaystyle A_{3}=\{7,8,9\}}，{\displaystyle A_{4}=\{1,3,5\}}，{\displaystyle A_{5}=\{2,4,6\}}，则{\displaystyle A_{1}\cup A_{2}\cup A_{3}}与{\displaystyle A_{4}\cup A_{5}}是不交并，而{\displaystyle A_{1}\cup A_{3}\cup A_{5}}则不是不交并，因为{\displaystyle A_{1}\cap A_{5}=\{2\}}不是空集。
设指标集为整数集{\displaystyle \mathbb {Z} }，定义集合族：{\displaystyle \forall i\in \mathbb {Z} ,\;R_{i}=[i,i+1)}。则所有的{\displaystyle R_{i}}的并集是不交并，结果是实数集合{\displaystyle \mathbb {R} }。

## 任意集合族的不交并
集合族能拥有不交并的充要条件是它们之间两两交集为空集。对于一般的集合族，由于其中的某些集合之间可能有交集不是空集的情况，因此无法拥有不交并集。然而数学研究中，有时候需要统一讨论这些集合中所有的元素，而又不希望在使用并集运算的时候将其中重复的元素减为一个。于是有的上下文中会修改通常并集的定义，以达到将任意集合族进行不交并运算的效果。具体做法是将每个集合中的元素都附加一个与集合本身相对应的“标签”，这样，若干个交集不为空集的集合中本来相同的元素因为各自附加了不同的“标签”，就成为了不同的元素:26。使用数学的语言描述，即是：
设{\displaystyle I}为一个指标集，{\displaystyle \{A_{i};\;i\in I\}}是一个集合族，则首先定义：
{\displaystyle \forall i\in I,A_{i}^{*}=\{(i,x);\;x\in A_{i}\}}
这样，新的集合族{\displaystyle \{A_{i}^{*};\;i\in I\}}中的每个{\displaystyle A_{i}^{*}}中的元素都和{\displaystyle A_{i}}元素一一对应。然而如果原来有某个元素x是某些集合的共有元素，例如{\displaystyle \exists J\subset I,\;\;J\neq \varnothing }，使得{\displaystyle \forall j\in J,\;x\in A_{j}}，那么在新的集合族中，这些集合中的x分别变成了{\displaystyle (j,x),\;\;j\in J}，不再是同一个元素了。因此，新的集合族中，任两个集合的交集必然是空集。这样，并集：
{\displaystyle \bigcup _{i\in I}A_{i}^{*}}
就成为了不交并。

### 例子
设指标集为正整数集{\displaystyle \mathbb {Z} ^{+}}。定义集合{\displaystyle A_{i}=\{{\frac {k}{2^{i}}};\;k\in \mathbb {Z} ,\;0<k<2^{i}\},\;\;\forall i\in \mathbb {Z} ^{+}}，则它们之间两两交集并不为空集。比如说{\displaystyle {\frac {3}{4}}={\frac {3}{2^{2}}}}属于{\displaystyle A_{2}}，但也属于{\displaystyle A_{3}}，因为{\displaystyle {\frac {3}{4}}={\frac {6}{2^{3}}}}。定义
{\displaystyle A_{1}^{*}=\{(1,x);\;x\in A_{1}\}=\{(1,{\frac {1}{2}})\}}
{\displaystyle A_{2}^{*}=\{(2,x);\;x\in A_{2}\}=\{(2,{\frac {1}{4}}),(2,{\frac {1}{2}}),(2,{\frac {3}{4}})\}}
{\displaystyle A_{3}^{*}=\{(3,x);\;x\in A_{3}\}=\{(3,{\frac {1}{8}}),(3,{\frac {1}{4}}),(3,{\frac {3}{8}}),(3,{\frac {1}{2}}),(3,{\frac {5}{8}}),(3,{\frac {3}{4}}),(3,{\frac {7}{8}})\}}等
则其中任两个元素都不相同，于是任两个集合交集为空集。所以不交并为：
{\displaystyle \bigsqcup _{i\in \mathbb {Z} ^{+}}A_{i}^{*}=\{(i,{\frac {j}{2^{i}}});\;\;(i,j)\in \mathbb {Z} ^{+}\times \mathbb {Z} ^{+},j<2^{i}\}}
在不至于混淆的情况下，也被直接记作：
{\displaystyle \bigsqcup _{i\in \mathbb {Z} ^{+}}A_{i}=\{(i,{\frac {j}{2^{i}}});\;\;(i,j)\in \mathbb {Z} ^{+}\times \mathbb {Z} ^{+},j<2^{i}\}}或{\displaystyle \bigcup _{i\in \mathbb {Z} ^{+}}^{*}A_{i}=\{(i,{\frac {j}{2^{i}}});\;\;(i,j)\in \mathbb {Z} ^{+}\times \mathbb {Z} ^{+},j<2^{i}\}}

## 推广
在范畴论的语言中無交併是集合范畴的余积，因此它满足相应的泛性质。这也意味着不交并是笛卡尔积的对偶。:60